# Artūrs Zakreševskis
Artūrs Zakreševskis (Riga, 7 agosto 1971) è un ex calciatore lettone, di ruolo difensore.

## Carriera
Ha partecipato ad Euro 2004 con la Nazionale lettone.

## Palmarès

### Club

#### Competizioni nazionali
- Campionato lettone: 4

Skonto: 2001, 2002, 2003, 2004
- Coppa di Lettonia: 2

Skonto: 2001, 2002

#### Competizioni internazionali
- Coppa della Livonia: 3

Skonto: 2003, 2004, 2005